# Johana Neumannová
Matka Marie Karolina Johana Neumannová, narozená Johanna Neumannová, řádovým jménem Karolina (19. května 1813, Prachatice – 22. dubna 1887) byla jednou z několika vlastních sester světce a biskupa ve Filadelfii Jana Nepomuka Neumanna. Stala se první novickou kongregace Milosrdných sester sv. Karla Boromejského, které bylo povoleno vstoupit do noviciátu nově založeného řádu v Čechách.

## Život
Otec Filip Neumann se usadil v Prachaticích v měšťanském domě v roce 1802, Johana byla jeho dcerou z druhého manželství s Anežkou Lebischovou.

### Vstup do řádu
Johana Neumannová se dle slibu daného bratrovi před odjezdem na misie rozhodla vstoupit do kláštera. Na doporučení byla přijata do nově v Čechách založené Kongregace Milosrdných sester svatého Karla Boromejského v roce 1838. První čtyři české řádové sestry-boromejky prošly noviciátem a složily řeholní sliby v tzv. mateřinci řádu ve francouzském Nancy a společně se dvěma zkušenými řádovými sestrami přišly do Prahy, aby působily v pražském ústavu slepců na Klárově. Začala rovněž vyjednávání o převzetí chorobince umístěného v klášterních budovách na Karlově – kde předpokládaly založit vlastní český „mateřinec“ a získat i prostory pro noviciát, proto přijaly coby první novicku Johanu Neumannovou. Ta se k nim chtěla připojit již v Českých Budějovicích, kde byly sestry boromejky slavnostně uvítány při svém návratu z Nancy do Prahy. První „obláčka“ se konala v roce 1840 a Johanna při ní přijala řádové jméno Karolína. Slib řádové sestry složila 17. května 1843.

### Působení v řádu
Sestra Karolína působila nejprve v řádové Nemocnici Milosrdných sester sv. Karla Boromejského pod Petřínem. Následně se dostala i do nemocnice v Mělníce. Po vyjednání vzniku nemocnice v Českých Budějovicích koncem roku 1849 odjela spolu s třemi dalšími řádovými sestrami do Českých Budějovic, aby převzaly správu nad nemocničním ústavem v ústí ulice Karla IV. Oficiálně tak bylo učiněno na začátku ledna 1850. Sestra Karolína se stala představenou této nemocnice.

#### Věznice
Další práce sestry Karolíny souvisela s rozšířením působení sester Boromejek do oblasti vězeňství. Vláda ve Vídni se jim v roce 1854 se rozhodla dát tomuto řádu do spravování ženskou trestnici na Hradčanech. (Některé práce uvádějí, že se jednalo o sirotčinec, Pfeifrová). Po návštěvě Neudorfu v Rakousku v jiné věznici spravované rovněž řádovými sestrami přistoupily 1. listopadu 1854 k této nelehké službě pomoci k nápravě odsouzeným kárankám a trestankám. Zapsáno bylo celkem osm sester, jejich představenou byla sestra Karolína, ubytovaly se na Hradčanech ve skromném domku čp. 80/IV U svatého Michala na Novém Světě č. 9.. Na tomto místě ji v roce 1855 navštívil i její bratr Jan Nepomuk, který přijel na návštěvu ze Spojených států.

#### Generální představená
V roce 1858 se stala Karolína generální představenou řádu, kvůli zdravotním potížím se této funkce v roce 1859 vzdala.

#### Zpět v Prachaticích
V roce 1860 zemřel její otec a jelikož se její sourozenci vzdali svých nároků, připadl jí rodný dům. Některé zdroje uvádějí, že otec Filip svůj dům dal Kongregaci boromejek ještě před svou smrtí. Do města přijela matka Karolína s dalšími dvěma řádovými sestrami 17. října 1860 a založila zde klášterní komunitu v jejímž čele působila následujících 30 let. Avšak nejprve bylo nutné dům – budoucí klášter opravit. Pokrokový starosta Prachatic a poslanec zemského sněmu dr. Ernst Mayer projevil přání o vytvoření dívčí pracovny, což kongregace povolila společně s tím, že v klášteře bude i dívčí opatrovna. Klášter byl vysvěcen v roce 1861, byl zpřístupněn k nahlédnutí veřejnosti a starosta mu přislíbil podporu.

#### Vzdělávací činnost
V dívčí pracovně se vyučovalo ručním pracím, o což byl zájem poměrně velký, a tak sám starosta žádal představené o zaslání dalších sester učitelek. Další žádost o učitelku praktických prací byla poslána představené Kongregace Milosrdných sester sv. Karla Boromejského v září 1862, neboť se nahlásilo 270 žákyň a bylo třeba vytvořit třetí třídu. Kvůli velkému nárůstu zájmu se projekt "školy" stále rozšiřoval, stejně tak se rozrůstal komplex domu. V roce 1880 kvůli novým školským zákonům vznikla v klášteře soukromá pětitřídní škola.

#### Blahořečení bratra
Ještě během Karolínina života byly podniknuty kroky k blahořečení jejího bratra Jana Nepomuka. Karolína byla v Konsistoři v Českých Budějovicích vypovídat o jeho životě v roce 1886.
Zemřela 22. dubna 1887 v 74 letech, pohřbena je v Prachaticích.

S.M. Karolina Neumannová v dokumentech
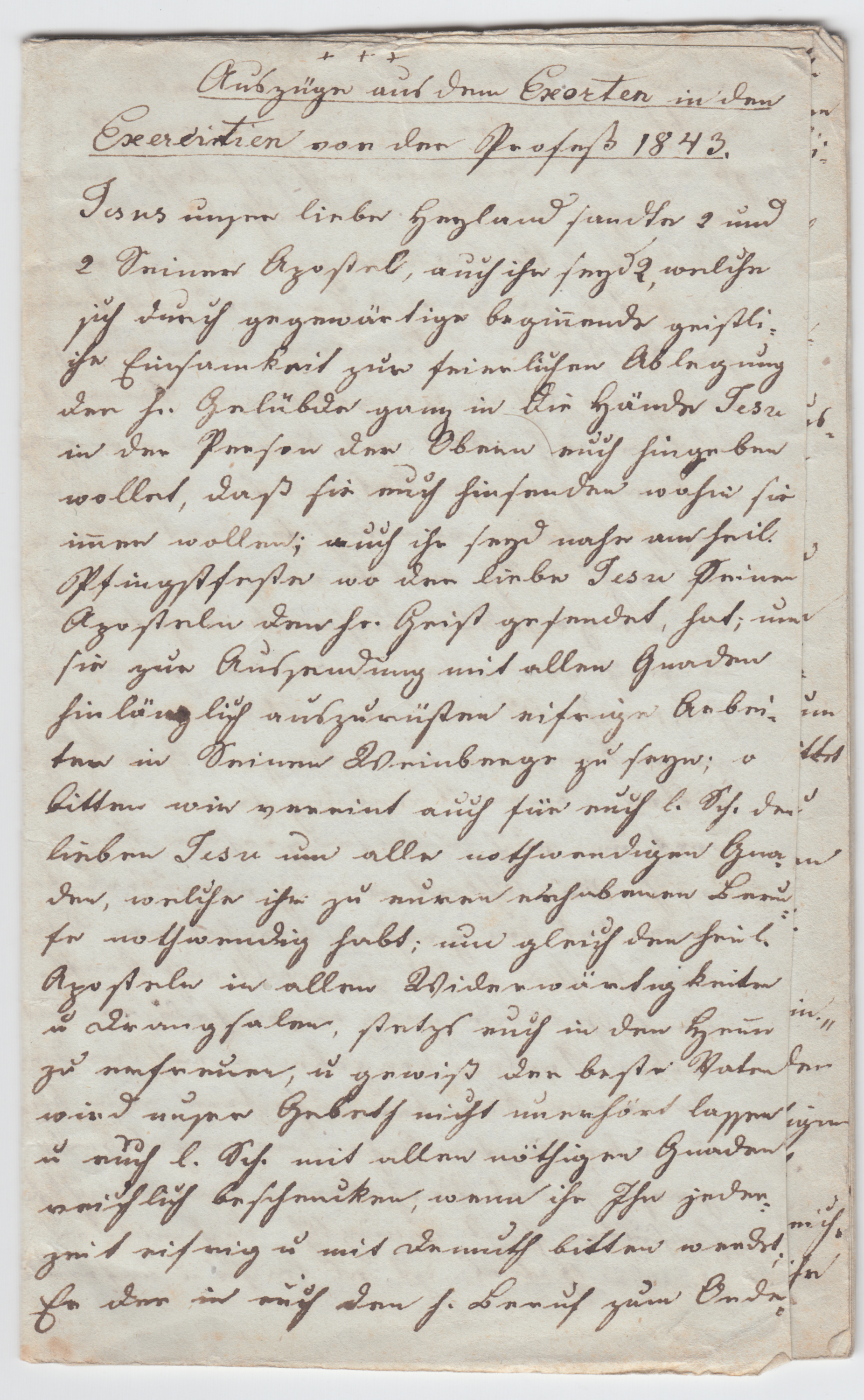
Poznámky sestry Karolíny z duchovních cvičení před skládáním doživotních slibů (první strana).
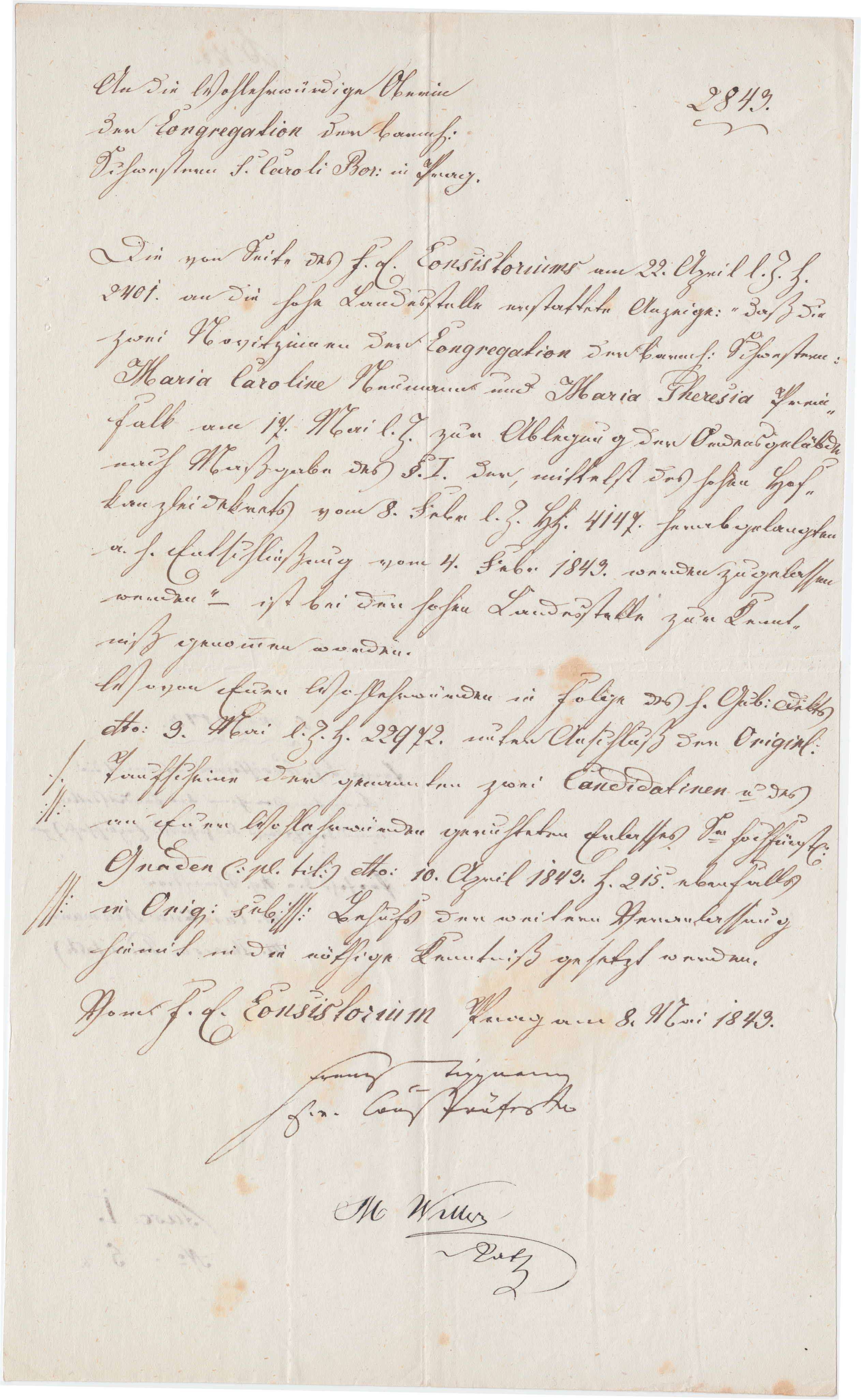
Závěť S. M. Karolíny Neumannové z 8. května 1843.
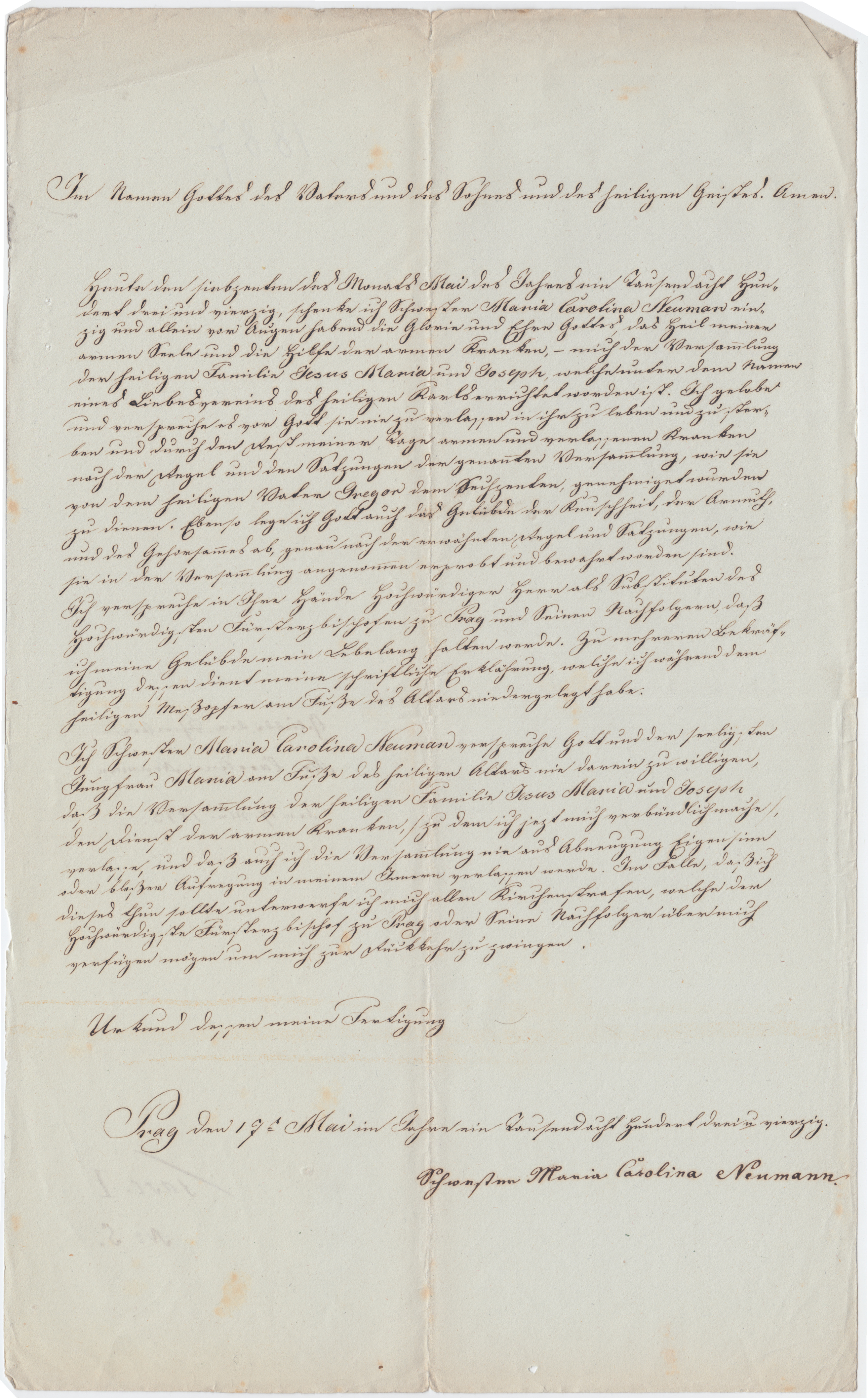
Vlastnoručně psané doživotní sliby S. M. Karolíny Neumannové dne 17. května 1843.
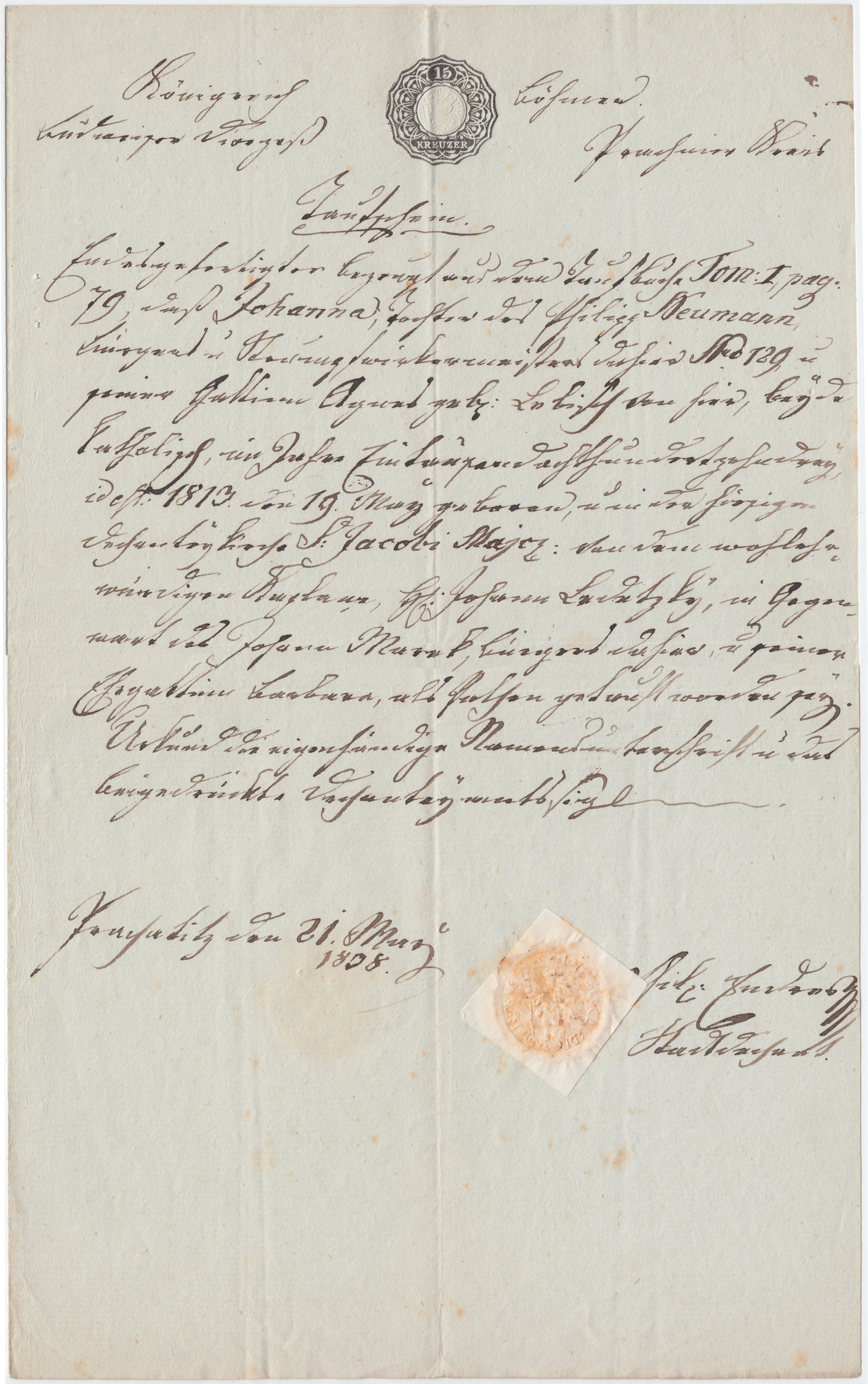
Potvrzení o křtu z 21. května 1838.
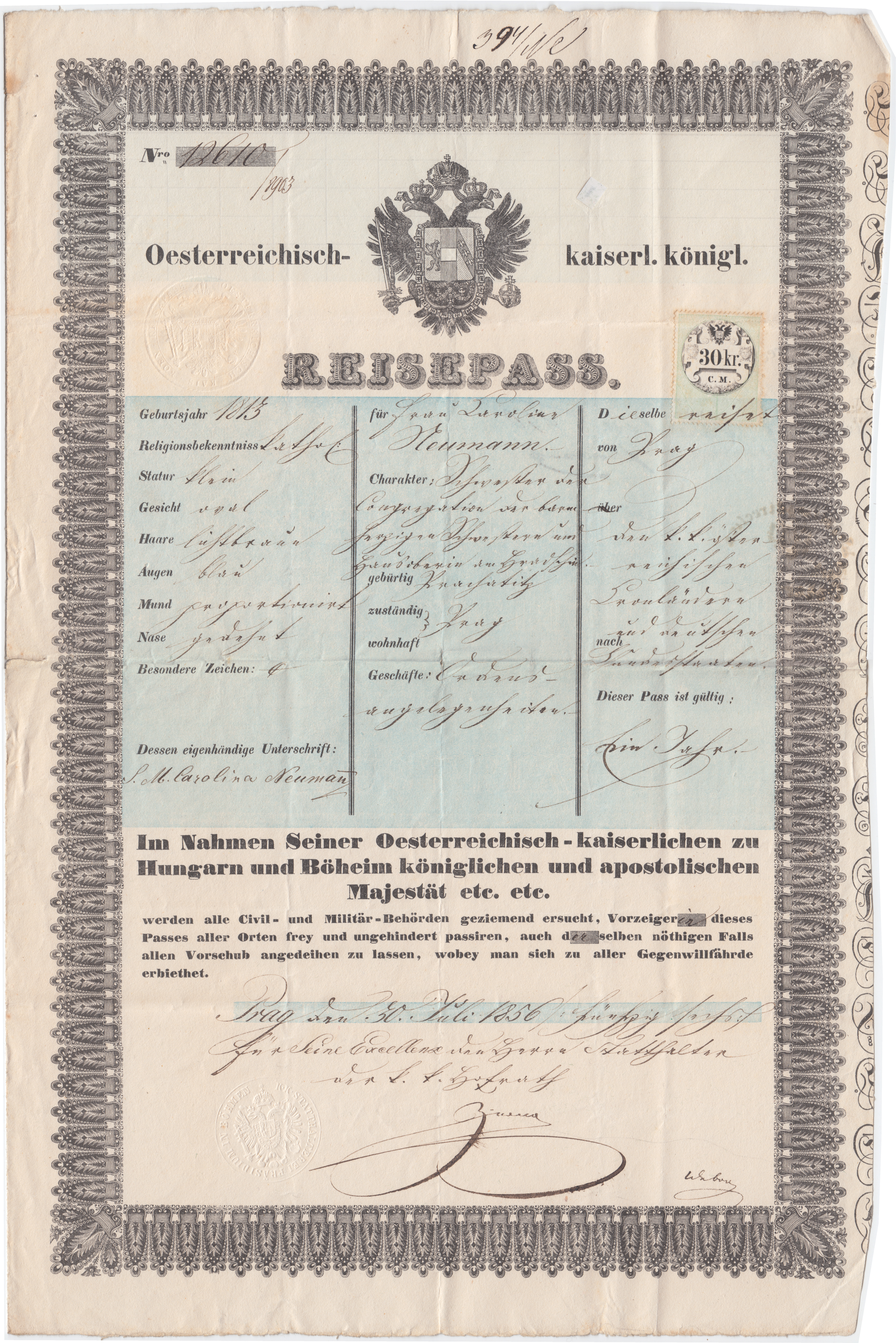
Cestovní pas S. M. Karoliny Neumannové z 30. července 1856.
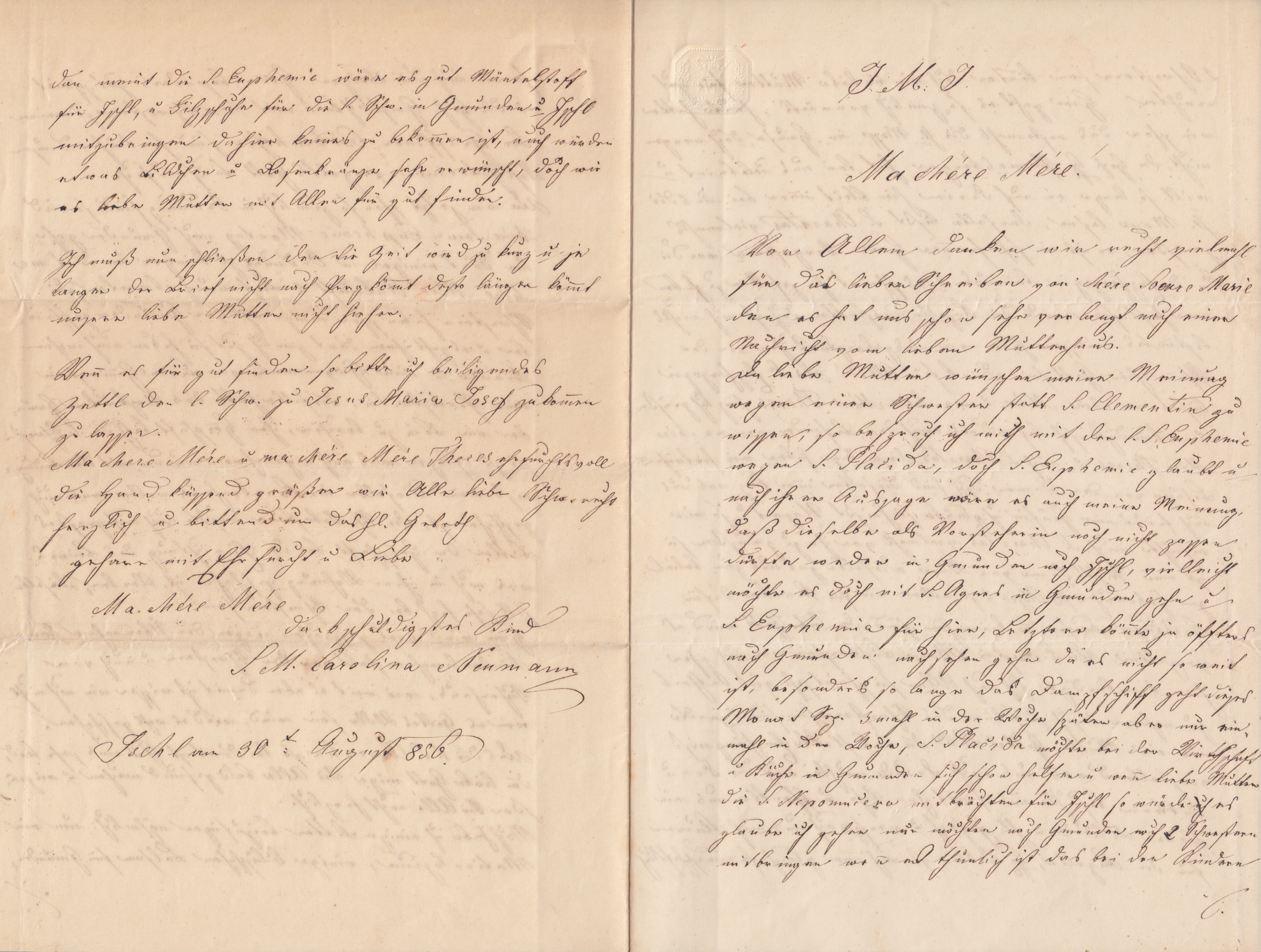
Rukopis sestry Karolíny - dopis z roku 1856.

## Sourozenci
- Jan Nepomuk – biskup ve Filadelfii
- Katharina – provdána 22. července 1834 za zámečníka Mathiase Bergera, jenž byl o 21 let starší. Žili v domě č.p. 24 v Prachaticích. Dospělosti se dožil syn Johann (1839–1884), který následoval svého strýce Jana Nepomuka Neumanna do USA. Katharina zemřela v roce 1889 v klášteře, který vznikl z jejího rodného domu.
- Veronika (* 3. února 1809, Prachatice) – byla provdána v roce 1829 za řezníka Antona Kandla, který byl podruhé vdovcem, a žil v domě Neumannových. Později se Veronika s manželem přestěhovala do domu čp. 50 na Velkém náměstí v Prachaticích. Zemřela na choleru.
- Aloisie (13. května 1815 – 26. července 1866) – bezdětná, žila s rodiči
- Václav – vyučil se punčochářem a odjel do Ameriky.

## Galerie

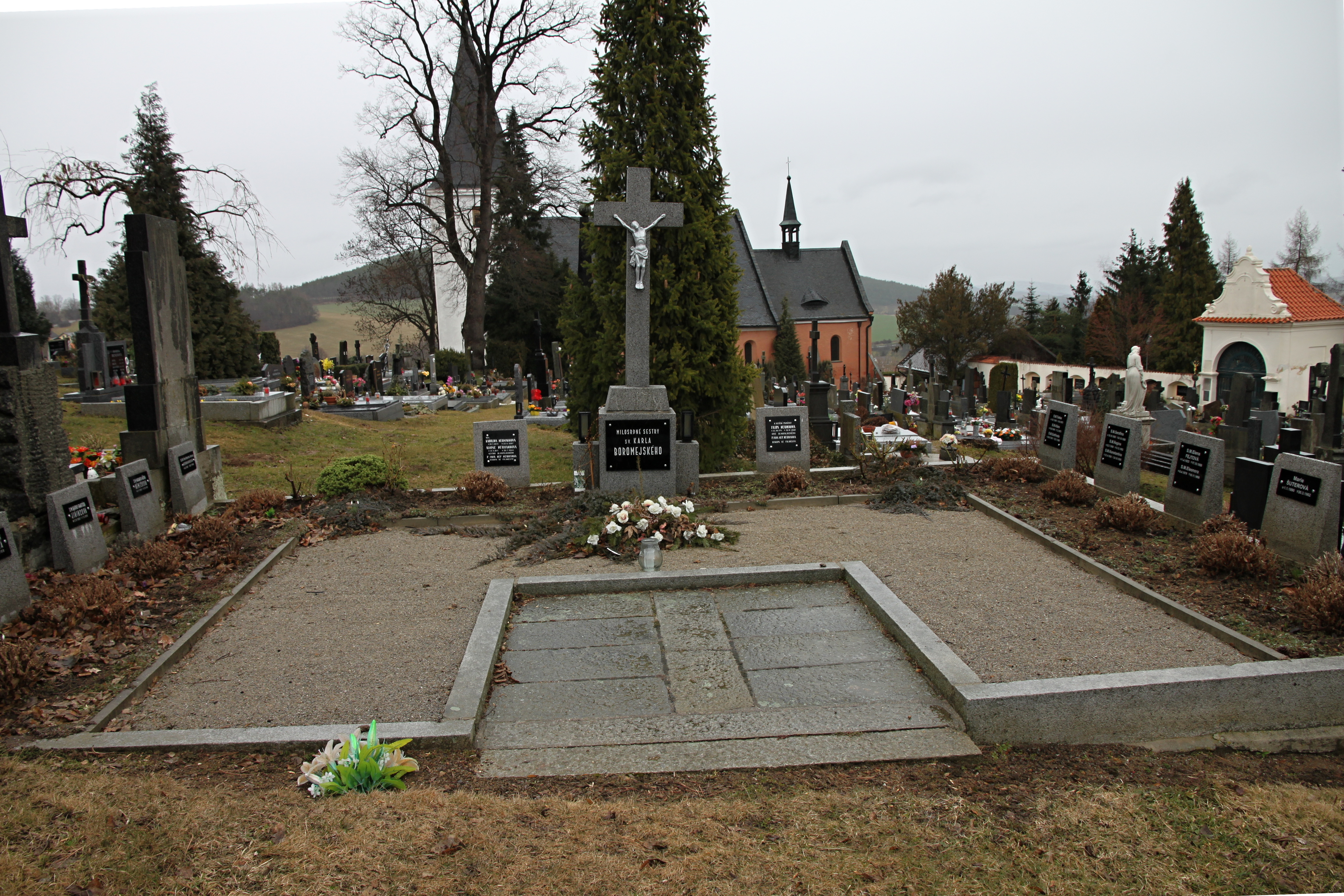
Hrob Boromejek v Prachaticích
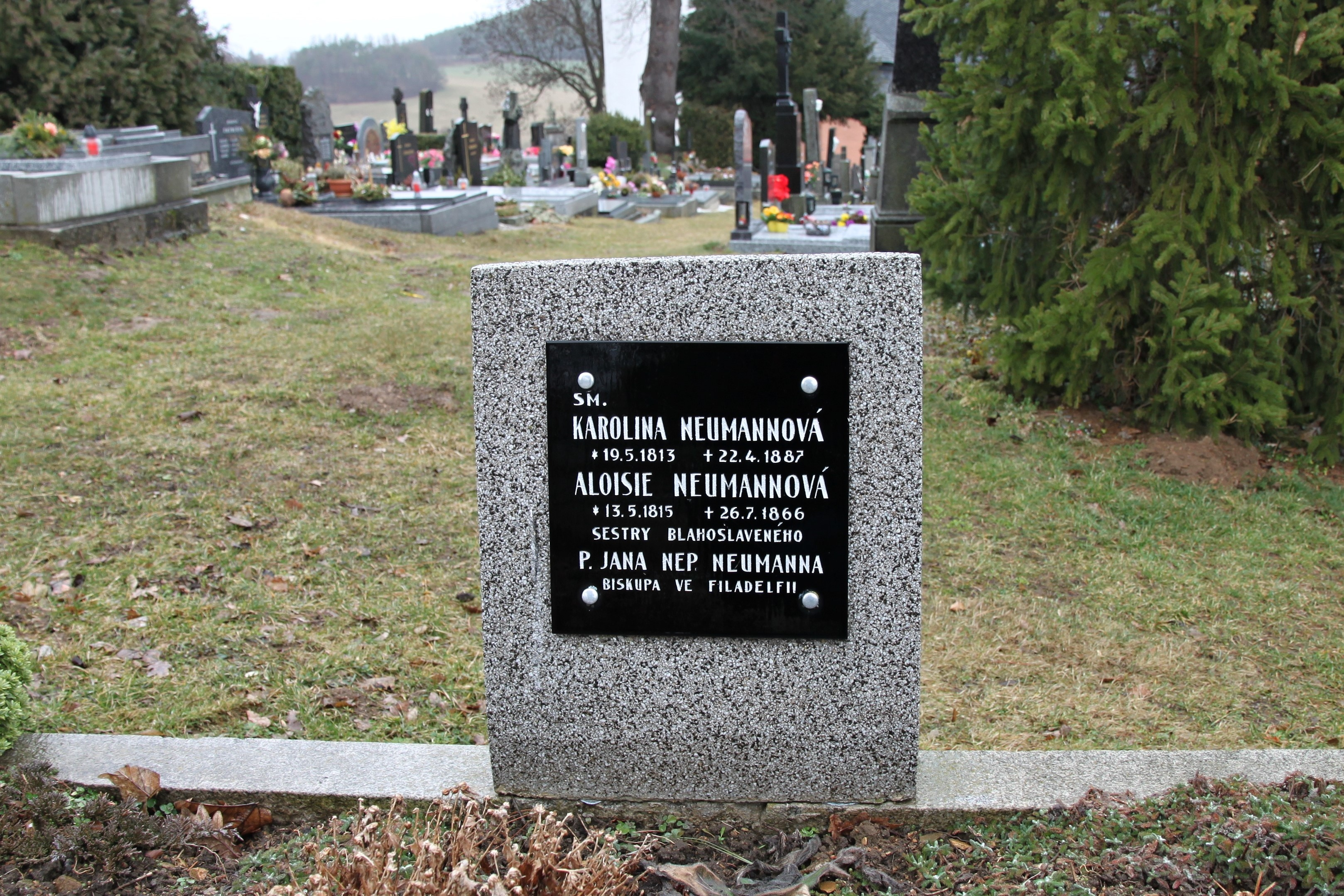
Hrob sester Karolíny a Aloisie Neumannových v Prachaticích
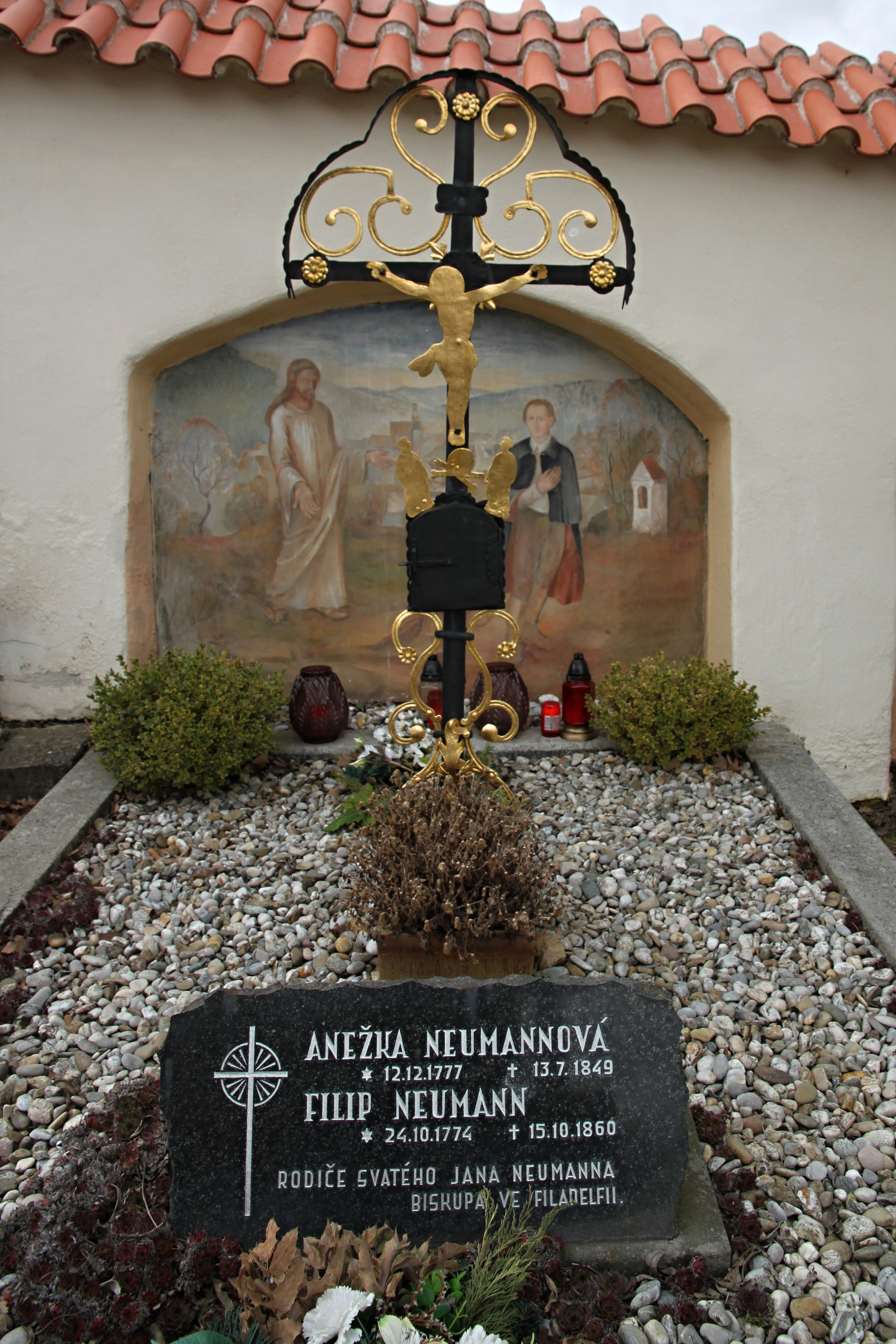
Hrob rodičů sv. J. N. Neumanna v Prachaticích
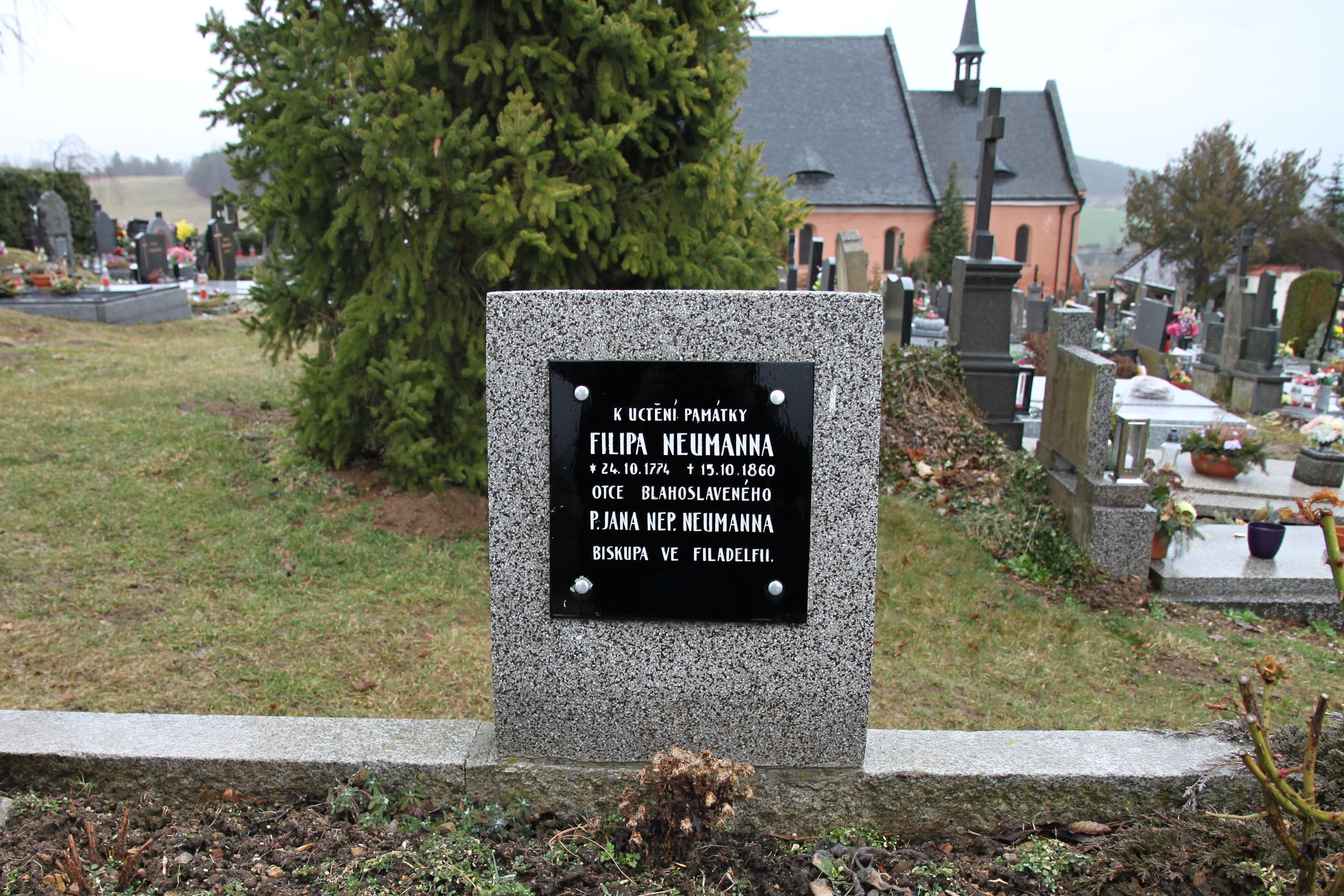
Památník k uctění otce sv. J. N. Neumanna v Prachaticích